# Hotel Palacio de Arizón
La Casa de Arizón es una casa de cargadores a Indias construida en los siglos XVII y XVIII, situada en la ciudad española de Sanlúcar de Barrameda, en la provincia de Cádiz (Andalucía). Es un inmueble situado en el barrio de la Balsa que ocupa una superficie de 5329 m², entre las calles Divina Pastora, Banda Playa y el callejón de los Félix. Fue declarado Bien de Interés Cultural en 2001 e incluida en el Catálogo General del Patrimonio Histórico Andaluz. Actualmente en una parte del conjunto se sitúa el Hotel Palacio de Arizón.
La casa recibe su nombre del apellido de una familia de comerciantes irlandeses instalados inicialmente en Cataluña y luego en Andalucía. En 1709 Félix Arizón, uno de sus miembros, se instaló en Sanlúcar, desde donde mantuvo contacto comercial con sus parientes catalanes a través del Mediterráneo, introduciendo vino, aguardiente y frutos secos procedentes de Cataluña. Este contacto posibilitó la incorporación de Cataluña al comercio con América. Además, la familia invirtió en la industria naval catalana para asegurar el abastecimiento de la ruta Barcelona-Cádiz-América.
La Casa de Arizón es un relevante conjunto de edificaciones que domina visualmente el espacio urbano del antiguo barrio de la Balsa y un singular testimonio del importante papel que tuvo Sanlúcar en el comercio hispanoamericano. 
Más allá de su importancia para el municipio, la Casa de Arizón tenía un valor excepcional al ser la única casa de cargadores a Indias de su tamaño que se conservaba completa en toda la región y, por ende, en el mundo.

## Descripción

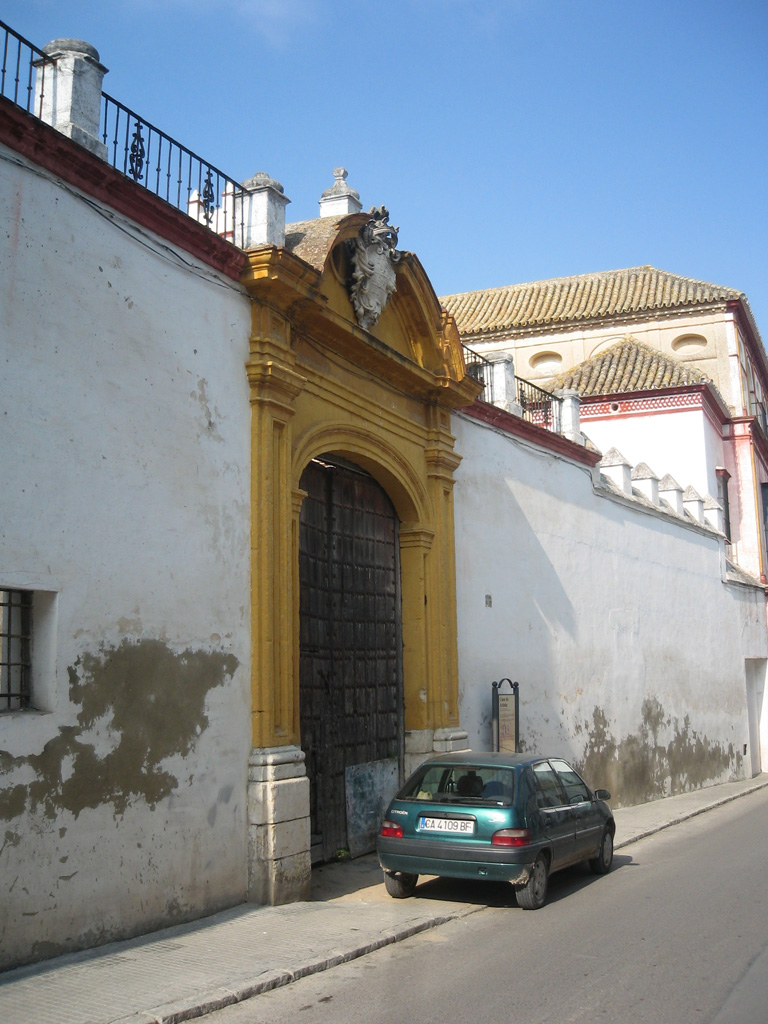
Fachada del apeadero.

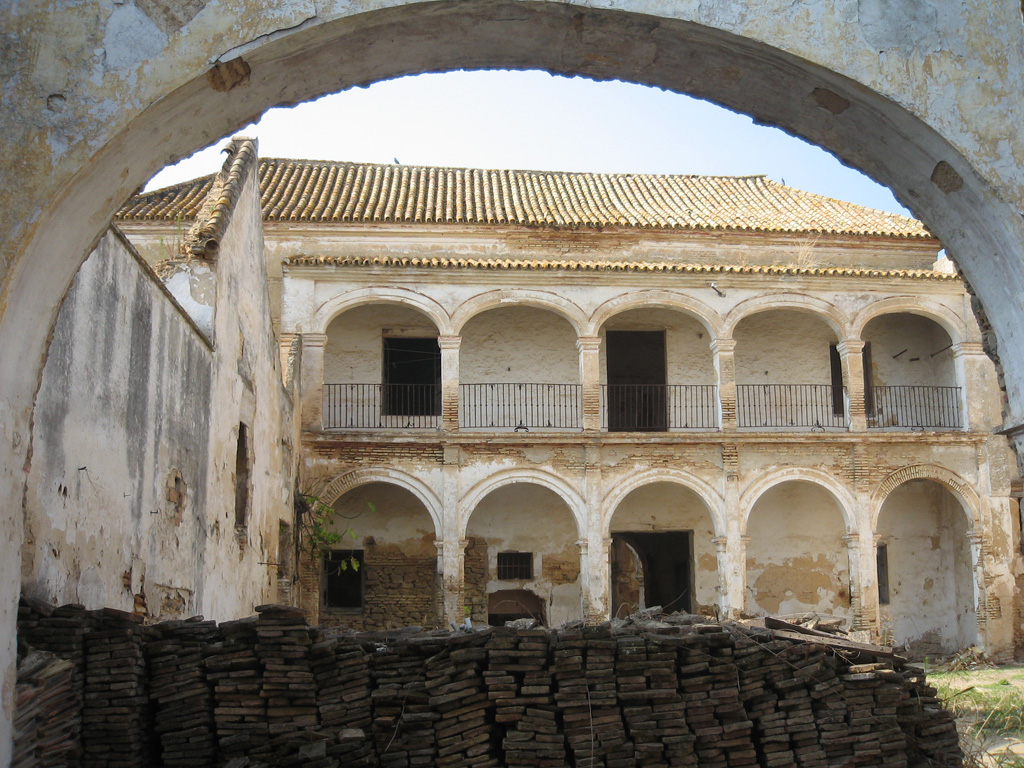
Fachada interior de la casa del, tras el apeadero.

La Casa de Arizón es un amplio conjunto residencial y comercial formado por dos casas articuladas entre sí, una de origen siglo XVII y otra del XVIII, representativas de la arquitectura barroca del antiguo reino de Sevilla.
La casa secentista ya estaba levantada cuando, en 1709, Félix Arizón se estableció en Sanlúcar; probablemente la adquirió entonces. Se accede a ella por un amplio apeadero cuya portada, rematada por un frontón curvo, luce el escudo familiar tallado en mármol blanco. La fachada de la vivienda, situada tras el apeadero, presenta galerías porticadas en planta baja y principal. En la parte posterior se disponen almacenes cubiertos con bóveda de arista de ladrillo y antiguas caballerizas.
La parte residencial del conjunto dieciochesco se levantó en 1721 y sus almacenes, en 1728; en 1730 se integró en la finca una calle que atravesaba el solar. La composición de la fachada principal se caracteriza por su sobriedad y simetría, con empleo de pilastras adosadas y molduraciones clásicas en torno a la portada. Los vanos se cierran con carceleras y cierros, y los balcones se coronan con guardapolvos y tornapuntas de forja, rasgos habituales en el ámbito bajoandaluz.

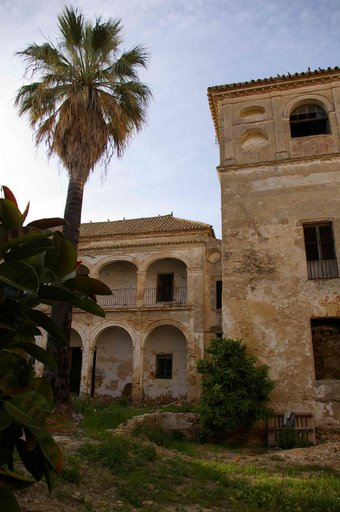
Interior del apeadero, desde donde puede verse la unión de la casa del con la del.

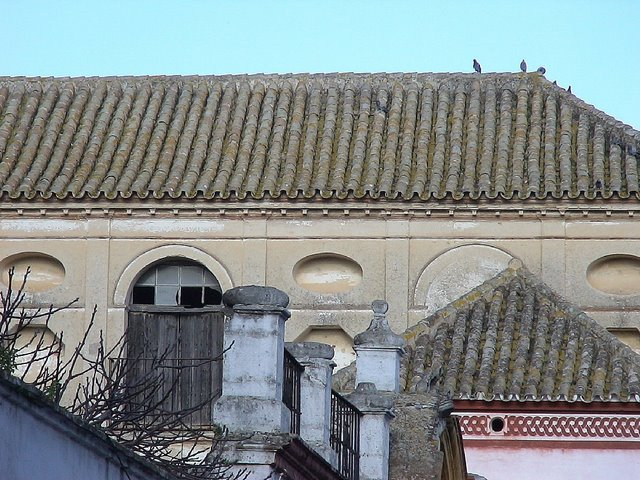
Tejado y alzado de la segunda planta de la casa del.

A estos elementos, comunes en la arquitectura civil del antiguo Reino de Sevilla, se suma un rasgo característico de la zona gaditana: la torre-mirador. Sus paramentos conservaban decoración incisa (esgrafiado) con lacerías geométricas y motivos en almagra y blanco, combinando tradiciones mudéjar y barroca; recursos documentados en diversas fachadas sanluqueñas y en la propia Casa de Arizón. Morfológicamente, la torre se adscribe al tipo «silla» o «sillón», tipología propia del litoral gaditano en época moderna. Su orientación hacia la desembocadura del Guadalquivir y el océano Atlántico facilitaba la vigilancia del tráfico marítimo del puerto sanluqueño.
La zona residencial adopta el esquema de casa solariega andaluza, con dos plantas y ático organizados en torno a un patio central cuadrangular, en torno al cual se disponen las crujías y estancias principales.

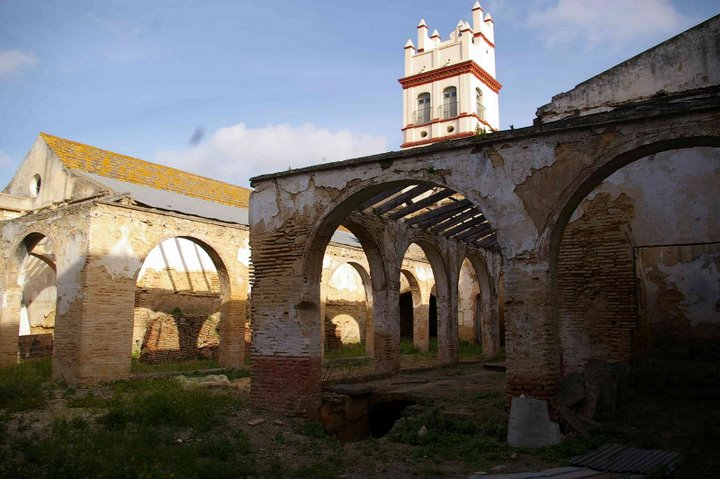
Almacenes traseros y torre-mirador al fondo.

En el interior de la casa principal, el zaguán —pavimentado con ladrillo a sardinel y con banco corrido— se cierra a la calle mediante un portón de madera labrada por su cara interna. Desde él se accede al patio principal, rodeado por columnas de mármol rojo y con un pozo central de brocal octogonal en mármol blanco, de posible procedencia genovesa. A través del patio arranca la escalera, cubierta por bóveda esquifada con yeserías recortadas y barandilla de balaustres salomónicos. Los portajes y celosías de este ámbito destacan por su calidad constructiva.
Mención aparte merece el oratorio de la planta alta, abovedado y con pinturas murales de estilo rococó en tonos rojos, azules y dorados. La iconografía es fundamentalmente mariana (con referencias a las Letanías lauretanas), junto al Espíritu Santo, querubines, guirnaldas florales, águilas y otros motivos devocionales.
1. ↑  Así llamado por Félix Arizón, el primer miembro de la familia que llegó a Sanlúcar en 1709.
2. ↑  
«Declaración de la Casa de Arizón como Bien de Interés Cultural». Páginas 30626-30628 del Boletín Oficial del Estado nº 194, martes 14 agosto 2001. Consultado el 30 de enero de 2009.
3. ↑  Ubicado junto al puerto del mismo nombre.
4. 1 2 3 4  Hispania Nostra (Lista Verde) (ed.). «Palacio de Casa Arizón». Consultado el 12 de agosto de 2025.
5. 1 2 3 4  Gómez Díaz-Franzón, Ana María (1988). «Casa del marqués de Casa Arizón». El Semanal, Suplemento Cultural (Sanlúcar de Barrameda) (6).; Gómez Díaz-Franzón, Ana María (1995). «Las casas de cargadores a Indias de Sanlúcar de Barrameda. El modelo de Casa Arizón».  En Centro de Profesores de Jerez, ed. Actas Sanlúcar de Barrameda en la corriente de la Ilustración. Encuentro-homenaje a Juan Pedro Velázquez Gaztelu (Sanlúcar de Barrameda).
6. ↑  Diccionario de la lengua española (RAE-ASALE) (ed.). ««guardapolvo»». Consultado el 12 de agosto de 2025.
7. ↑  Diccionario de la lengua española (RAE-ASALE) (ed.). ««tornapunta»». Consultado el 12 de agosto de 2025.
8. ↑  Cruz Isidoro, Fernando (2016). «La epidermis de la arquitectura sanluqueña». Laboratorio de Arte (28): 125-149. Consultado el 12 de agosto de 2025.
9. ↑  Hurtado Valdez, Pedro (2019). «Características constructivas de la torre vigía del palacio del Marqués de Casa Arizón: una casa de cargadores de Indias en Sanlúcar de Barrameda». Actas del XI Congreso Nacional de Historia de la Construcción (Soria, 2019): 593-602. Consultado el 12 de agosto de 2025.

## Historia familiar

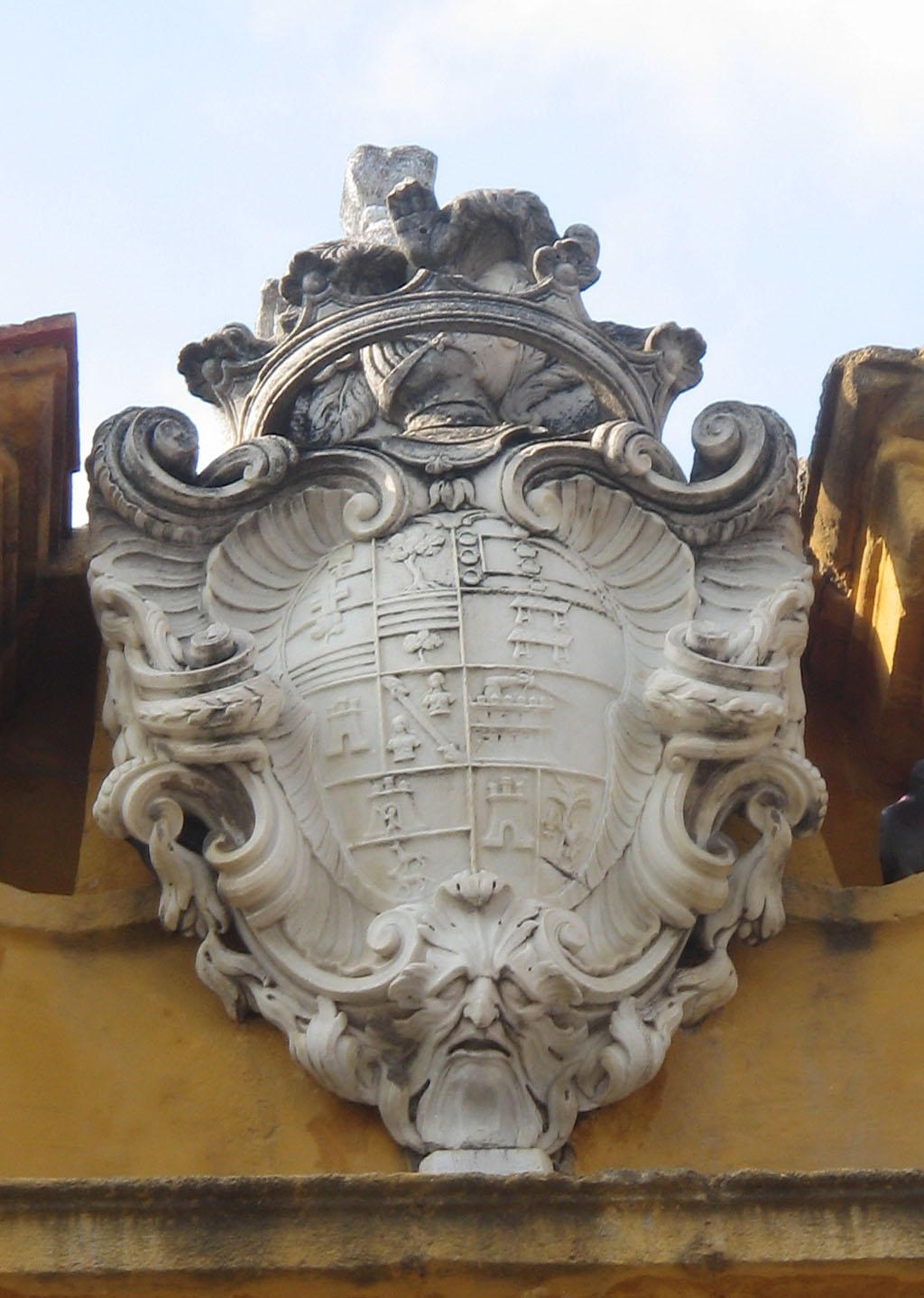
Escudo de la Casa de Arizón, en Sanlúcar de Barrameda.

La familia Arizón fundó una de las compañías comerciales más importantes de su época, llegando a prestar a Felipe V varias naves de su flota y a ceder temporalmente los almacenes de la casa sanluqueña con todos sus beneficios. Jacinto Salvador de Arizón obtuvo en 1748 el título de Marqués de Casa Arizón, siendo uno de los 75 nobles matriculados en la Carrera de Indias. Asimismo fueron importantes terratenientes. 
Algunos miembros de la familia hicieron labores benefactoras tanto en el ámbito civil como en el religioso. El I Marqués de Casa Arizón terminó a su costa la urbanización de la Plaza de la Ribera (actual plaza del Cabildo), reconstruyó el puente sobre el Arroyo de San Juan, ayudó a las obras del Convento de Carmelitas Descalzos y legó importantes sumas al Santuario de Ntra. Sra. de la Caridad, al Convento de las Carmelitas Descalzas y al Colegio Inglés de San Jorge. De hecho, las pinturas murales del oratorio de la casa recuerdan a las ubicadas en la iglesia de dicho colegio. Asimismo Juan Pedro Velázquez Gaztelu en su Fundaciones de todas las iglesias de Sanlúcar, da noticia del "marco y maceta para luces pintado azul y oro" del cuadro de San Cristóbal de la Parroquia de la O, donado por Diego de Arizón, hermano menor del primer marqués de Casa Arizón.

## Leyendas

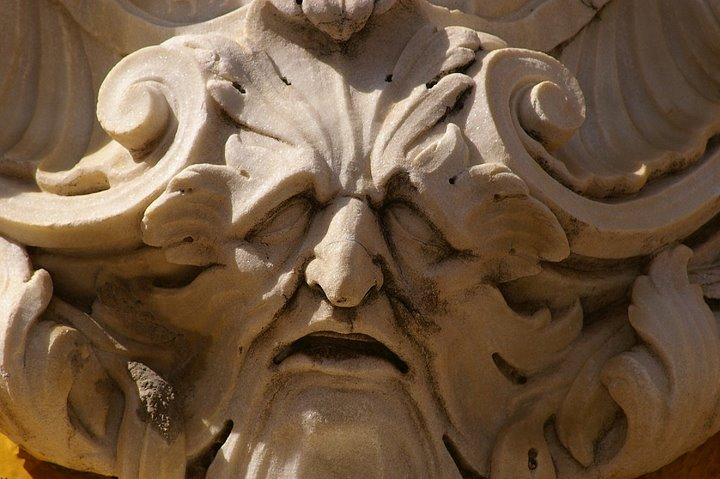
Hombre verde o Green man, detalle del escudo de la puerta del apeadero.

Varias leyendas han surgido alrededor de esta casa y la familia que la habitó. En 1736 Diego de Arizón fue procesado y encarcelado en el castillo de San Sebastián de Cádiz por el asesinato de su esposa Margarita Serquera y su mayordomo Juan Peix, por un supuesto adulterio. Diego consiguió el indulto del rey a cambio de la indemnización de 60.000 pesos, cantidad que fue destinada a las obras del Palacio Real de Madrid. Arrepentido, don Diego hizo donación de su fortuna a varios conventos sanluqueños, beneficiando al Convento de La Victoria y estableciendo en su testamento una manda para la reconstrucción del altar de la cárcel de Sanlúcar. Este suceso real dio origen a una leyenda que mantiene que Margarita fue emparedada por su marido en la casa, existiendo la creencia de que el espectro de la esposa asesinada, llamada popularmente "la dama blanca", deambula por la casa y el torreón en las noches de luna llena.
Asimismo cuenta la tradición que uno de los miembros de la familia se suicidó en la casa, arrojándose desde la torre-mirador, tras haber visto cómo se hundía en la dificultosa barra del río Guadalquivir, uno de sus navíos cargado de plata indiana, asegurándose que las manchas de sangre todavía son visibles a lo largo del paramento de dicha torre.

## Historia reciente

### Declaración como BIC y protección en el PGOU

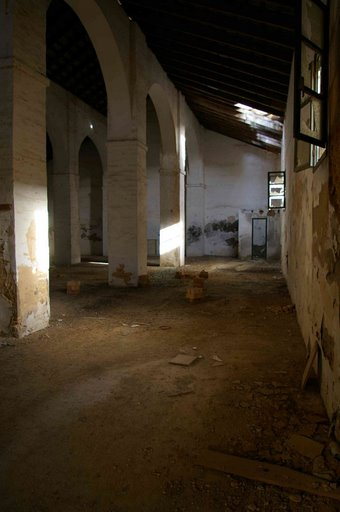
Bodega del.

En 1988 el Ayuntamiento de Sanlúcar, regido por el alcalde socialista Manuel Vital, mostró interés por expropiar la Casa de Arizón para destinarla a usos culturales. Ese mismo año, la Delegación de Cultura de dicho ayuntamiento promovió expediente de declaración de Bien de Interés Cultural (B.I.C.) sobre la casa. Dicho expediente fue incoado en febrero de 1989 por la Delegación Provincial de Cultura de Cádiz ante la Consejería de Cultura de la Junta de Andalucía. En 2001, trece años después de que se incoara el expediente, la Casa de Arizón fue declarada Bien de Interés Cultural, con categoría de Monumento, aunque ya en 1997 el Plan General de Ordenación Urbana (PGOU) de Sanlúcar había establecido sobre ella el máximo nivel de protección (A) o protección integral.

### Venta del inmueble
En 1989 la familia Arizón vendió las tres cuartas partes de la casa a la empresa DAINURSA, constituida en Madrid en 1988, y compuesta por tres socios, entre ellos el político y economista Ramón Tamames, por entonces diputado del CDS, y por el arquitecto Javier Olaciregui Arrieta. Ese mismo año, poco tiempo después, la empresa Casa Grande Arizón S.A., recién constituida, se hizo con la totalidad de la finca. Los socios de ambas sociedades, DAINURSA y Casa Grande Arizón S.A. son las mismas personas, manteniendo la empresa en la actualidad este último nombre.

### Polémica en torno a la venta

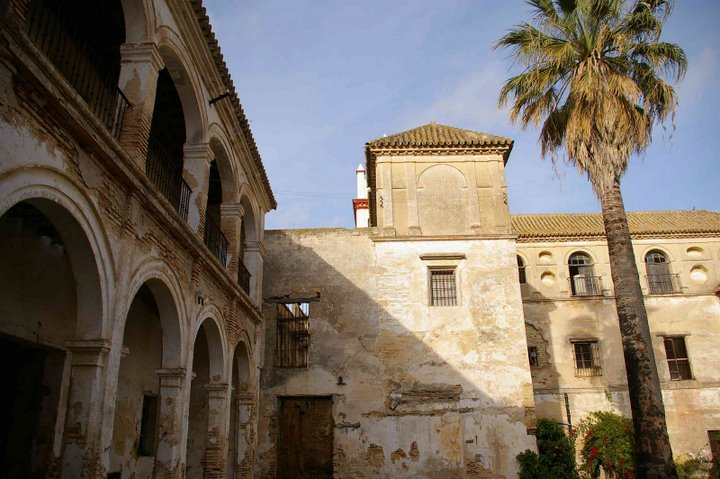
Jardín del apeadero.

Esta venta se vio rodeada de una gran polémica. Julia Hidalgo concejala del Ayuntamiento de Sanlúcar por IUCA, vinculó la adquisición del inmueble por parte de DAINURSA, a un posible tráfico de influencias ejercido por componentes del CDS en el gobierno municipal de Sanlúcar, como Carlos Lucas García, Delegado de Cultura, y José Gómez Villegas, por entonces Delegado de Turismo, quien fue abogado de la familia Arizón en la compraventa de la casa primero y abogado de la empresa propietaria después. A este grupo también pertenecía Fermín Vázquez, Delegado de Vivienda, quien dimitió poco después. La cuestión fue ampliamente debatida en los plenos municipales y en los medios de comunicación. Sin embargo, DAINURSA y el Delegado Municipal de Turismo negaron públicamente el tráfico de influencias en la compra de la casa.

#### Caso Cava Baja 30
En 1989, el mismo año que compró la Casa de Arizón, la empresa DAINURSA se vio envuelta en un escándalo urbanístico en Madrid, que se denominó "Asunto Tamames", por ser el economista Ramón Tamames concejal del Ayuntamiento de Madrid y al mismo tiempo socio de la citada empresa, cuya sede social se localizaba en su propio despacho. El caso estuvo relacionado con la adquisición por parte de la empresa de un inmueble situado en la calle Cava Baja n.º 30, afectado por un expediente de ruina y que la empresa compró a un precio tres veces más bajo que el ofrecido por el propio Ayuntamiento de Madrid. La prensa nacional se hizo eco de este asunto.

### Abandono y degradación del inmueble

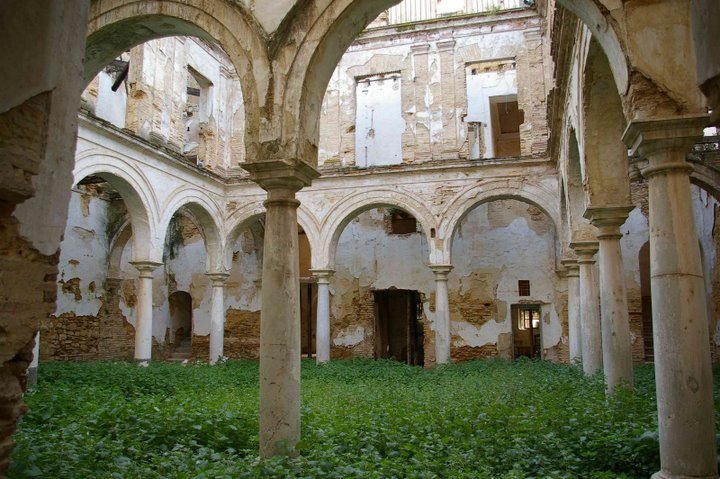
Patio del.

Según numerosos colectivos y particulares, en los últimos 19 años (desde 1989 a 2008) el inmueble ha sufrido desde su compra a la familia Arizón el abandono de sus nuevos propietarios y un progresivo deterioro. Se han detectado daños intencionados en estructuras, debidos al destejado de las cubiertas y a la apertura de socavones en el pavimento, lo que ha acelerado la acción degradante de los agentes atmosféricos, con el consiguiente arruinamiento. Los almacenes del siglo XVII, se desplomaron de manera repentina sin que se hubiera observado previamente deterioro alguno. En 1995 se produjo un incendio en la casa, que causó las protestas del grupo municipal de IU. Ese mismo año el Diario de Cádiz se hizo eco de que la casa se había convertido en lugar de refugio de drogodependientes. En septiembre de 1998, la casa volvió a sufrir otro incendio. Tras la declaración del inmueble como BIC en 2001 no se ha remediado ni el abandono ni se han reparado los elementos arruinados.

### Obras realizadas

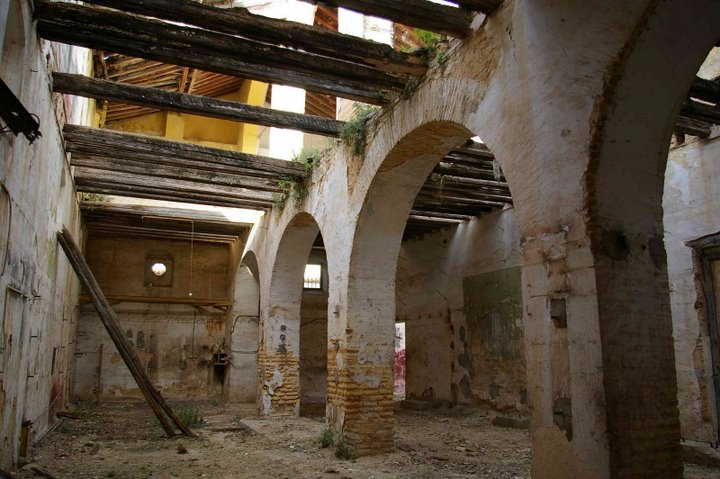
Almacén.

A pesar de la progresiva ruina del inmueble, a lo largo de las dos últimas décadas se han realizado varias obras. 
En 2000 la Gerencia Municipal de Urbanismo de Sanlúcar pagó una factura por valor de 765.600 pesetas en concepto de demolición con medios manuales y maquinaria y retirada de escombros a vertedero de muro en la Casa de Arizón, a pesar de la protección integral que tenía el monumento desde la aprobación del PGOU de 1997.

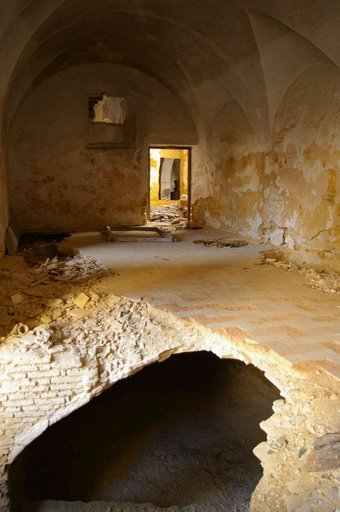
Almacén y sótano.

En 2003, la Comisión de Patrimonio de la Delegación Provincial de Cultura aprobó un proyecto de rehabilitación del inmueble presentado por la empresa propietaria. Sin embargo los técnicos de la Delegación Provincial de Cultura, tras su visita al conjunto dictaminaron que primero era imprescindible realizar obras con carácter de urgencia, para el "refuerzo de la estructura y la conservación de las cubiertas" y así detener el acelerado proceso de deterioro que sufría el inmueble. En mayo de ese año, la Junta de Andalucía otorgó a la empresa propietaria el plazo de un mes para presentar proyecto de obras de consolidación. Sin embargo no se obtuvo respuesta y tan sólo se pintó la fachada principal, coincidiendo con la apertura en la casa de una oficina de ventas de TENFA S.L., promotora del "Sanlúcar Club de Campo", a cuya cabeza estaba el Príncipe Alfonso de Hohenlohe-Langenburg y asociada por entonces con la empresa propietaria. Dicha oficina cerró pocos meses después.
Tras más de un año, a finales de 2004, la Delegación Provincial de Cultura, encabezada por Bibiana Aído, mostró su predisposición a hacerse cargo de las obras de forma subsidiaria. Sin embargo dichas obras de consolidación del conjunto no se ejecutaron, sino que en 2005 se emprendió una intervención que se limitó a obras en la torre-mirador, que fueron criticadas porque con el nuevo enfoscado se perdió el esgrafiado original además de la inscripción situada entre los modillones de la cornisa que fechaba la obra en 1721.

### Proyecto hostelero

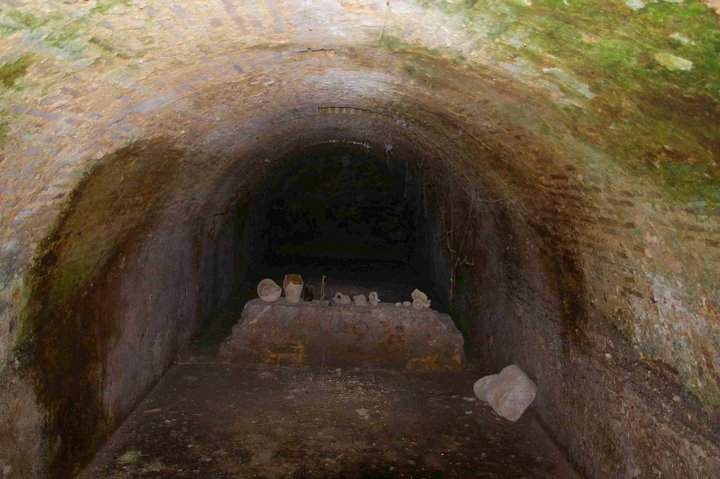
Sótano de un almacén.

A finales de 1989 Ramón Tamames presentó un proyecto elaborado por DAINURSA para rehabilitar la Casa de Arizón como Parador Nacional, afirmando que las obras estarían finalizadas en 1991 y que se crearían 140 plazas hoteleras. Dicho proyecto de rehabilitación y uso hostelero nunca se realizó. Sin embargo, en 1991, el Ministerio de Hacienda concedió a la empresa Casa Grande Arizón S.A. una subvención solicitada por la misma de 166.590.540 pesetas en concepto de "incentivos económicos regionales", subvención que conllevaba el compromiso de dar empleo a 58 trabajadores. Sin embargo dicho dinero no se invirtió en la restauración de la casa y nunca se dio cuenta de su uso.
En 1998 la empresa propietaria presentó un proyecto básico de rehabilitación de la casa ante la Delegación Provincial de Cultura, que lo aprobó ese mismo año aunque solicitó una mayor definición del proyecto de ejecución. En 1999 el consejo de la Gerencia Municipal de Urbanismo informó del estado del expediente de dicho proyecto, estableciendo una serie de compromisos entre el ayuntamiento y la empresa entre los cuales estaban calificar la delantera de la casa como espacio libre para facilitar la vista del mismo y la construcción de un aparcamiento, calificar una parcela de 12.960 m² en Las Piletas para la construcción de un balneario, mientras que la empresa se comprometía a presentar un proyecto de rehabilitación completa de la casa. Asimismo el ayuntamiento estableció un plazo de tres años para la culminación de las obras de rehabilitación a partir de la concesión de la licencia, que nunca llegó a concederse, y un plazo máximo de 4 años para la apertura del hotel, que no llegó a abrirse.
Sin embargo en 2003 la empresa Casa Grande Arizón S.A. presentó otro proyecto de rehabilitación del inmueble para su conversión en Hotel Balneario. Este proyecto contó con el apoyo de la alcaldía y el gobierno local de Sanlúcar, que adelantaron que la empresa obtendría licencia de obras el mes de abril de dicho año, pero tampoco se ejecutó.

### Proyecto de promoción inmobiliaria

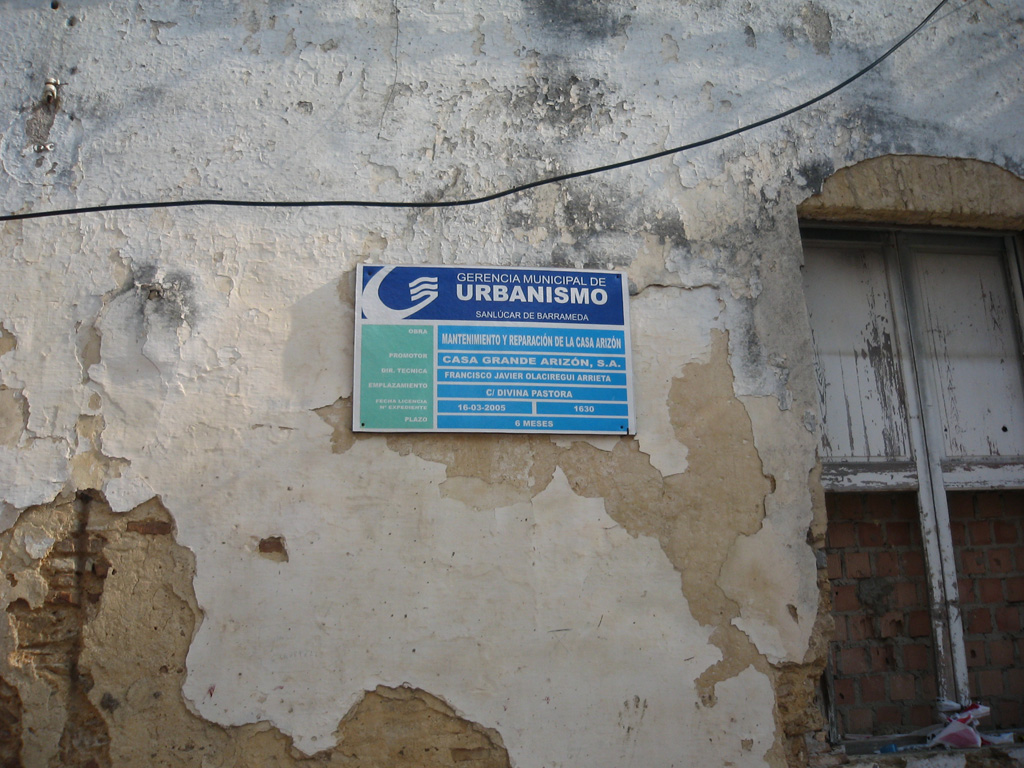
Cartel de la Gerencia Municipal de Urbanismo indicativo de obras realizadas por la empresa propietaria en el año 2005.

En octubre de 2006, el arquitecto Javier Olaciregui, socio de la empresa propietaria de la casa, anunció la próxima ejecución en la misma de un "hotel con encanto" y 67 dúplex para su explotación en régimen de alquiler. Previamente, el 22 de junio la Comisión Provincial de Patrimonio de la Delegación Provincial de Cultura de Cádiz se pronunció favorablemente a dicho proyecto. El 30 de junio la empresa propietaria presentó en la Gerencia Municipal de Urbanismo de Sanlúcar solicitud de licencia de rehabilitación de la casa, emitiendo informe favorable al proyecto el arquitecto del Departamento de Licencia y Disciplina de dicha gerencia el 22 de diciembre.

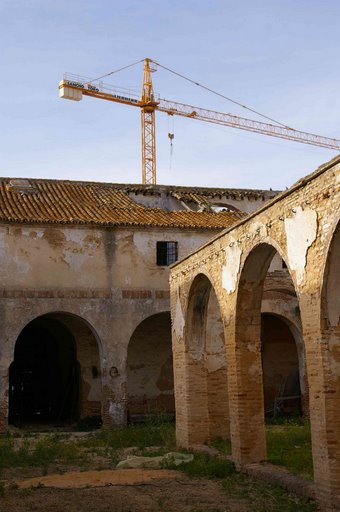
Agujero en el tejado de los almacenes traseros.

El 3 de enero del 2007 se emitió un Informe Técnico de gestión sobre el "exceso de aprovechamientos urbanísticos" generados en el expediente. El 11 de enero de ese mismo año la empresa presentó escrito de alegaciones sobre el "exceso de aprovechamientos urbanísticos". El 23 de enero el arquitecto del Departamento de Licencia y Disciplina de la Gerencia de Urbanismo realizó un nuevo informe favorable al proyecto, emitiéndose ese mismo día propuesta de liquidación, a efectos de tasas de Impuesto de Construcciones, Instalaciones y Obras (ICIO), resultando a pagar por la empresa la cantidad de 160.243,17 €. El 25 de enero Rafael Rubio Cáliz, miembro del equipo de gobierno municipal del PP, concedió "licencia de rehabilitación" de la casa, con presupuesto de 7.283.605 € y un plazo máximo de ejecución de 24 meses. En la licencia se estableció que las obras no podrían comenzar hasta que no se obtuviera el permiso de inicio de obras, para lo que la empresa debería entregar en la Gerencia la documentación referida al estudio de seguridad, instalación de grúa y "Escritura de Obra Nueva y División Horizontal". En el texto de la licencia no se consignó que la casa está declarada Bien de Interés Cultural desde 2001, sino que tan sólo se alude a la incoación del expediente para su declaración de 1989.

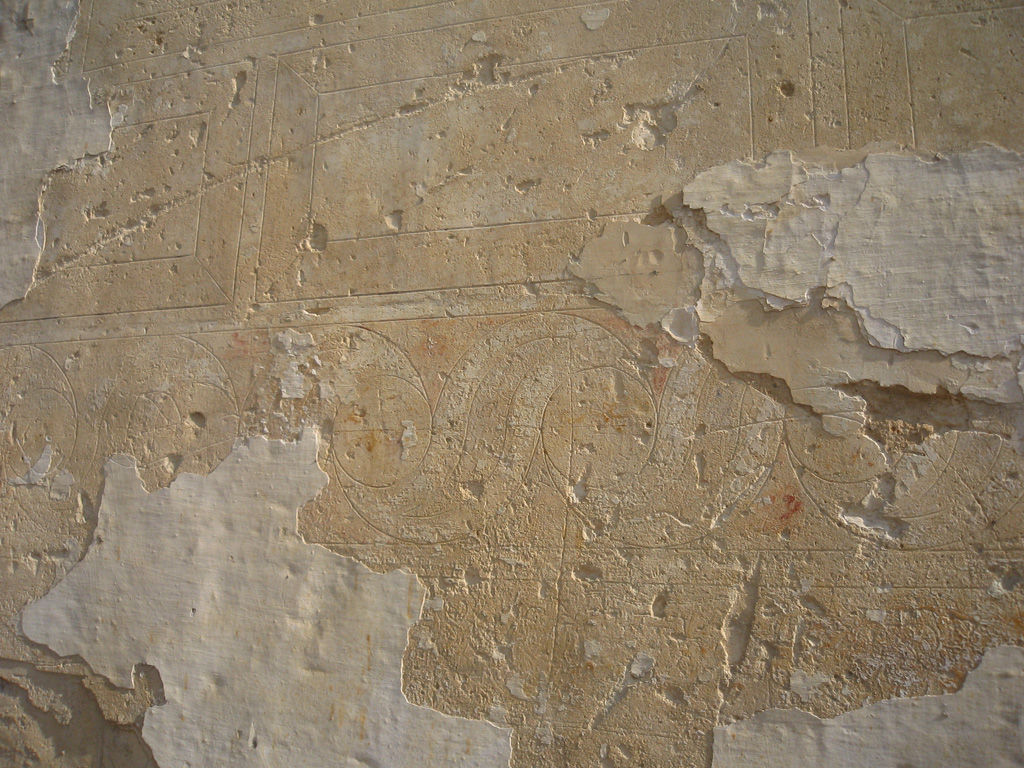
Muro esgrafiado bajo el encalado.

El 12 febrero se presentó públicamente el proyecto de viviendas en la Casa de Arizón. En dicha presentación se puso de manifiesto que el proyecto no se ajustaba a lo anunciado en la prensa en octubre de año anterior, pues no incluía ni hotel ni dúplex, sino 22 apartamentos turísticos en la parte de la casa del siglo XVIII, mientras que en resto del conjunto se destruiría para la construcción de numerosos pisos. Ello supondría la completa modificación de las estructuras originales de la zona residencial y la destrucción prácticamente total de la parte comercial del conjunto, compuesto por almacenes y bodegas. La alcaldesa del Partido Popular, Laura Seco afirmó en dicho acto que el ayuntamiento ya había otorgado a la empresa la licencia requerida el día 7 de febrero, añadiendo que "en estos 17 años nadie se ha preocupado de Arizón".

### Reivindicaciones de grupos políticos
En 1989, IUCA presentó una moción para que se expropiara la casa a DAINURSA y se le diera un uso cultural, moción que no prosperó. El 31 de enero de 1994 el Ayuntamiento Pleno, en sesión ordinaria, aprobó por unanimidad una moción presentada por IU-CA, fundamentaba en el estado de abandono de la casa y en el art. 37.3 de la Ley de Patrimonio Histórico Español de 1985, que establece que:

Será causa justificativa de interés social para la expropiación por la Administración competente de los bienes afectados por una declaración de interés cultural el peligro de destrucción o deterioro, o un uso incompatible con sus valores. Podrán expropiarse por igual causa los inmuebles que impidan o perturben la contemplación de los bienes afectados por la declaración de interés cultural o den lugar a riesgos para los mismos. Los Municipios podrán acordar también la expropiación de tales bienes notificando previamente este propósito a la Administración competente, que tendrá prioridad en el ejercicio de esta potestad.

La comisión informativa de la Gerencia Municipal de Urbanismo emitió informe favorable a dicha moción. En consecuencia el Ayuntamiento acordó el 31 de enero de 1994 "instar a la Consejería de Cultura de la Junta de Andalucía para que impulse y culmine la tramitación del expediente de Declaración de Bien de Interés Cultural de la Casa del Marqués de Arizón, así como que dado el peligro de deterioro de un edificio tan singular, tome las medidas oportunas y garantice, mediante la expropiación del mismo si fuese necesario, la conservación de uno de los edificios civiles más importantes de que dispone el municipio de Sanlúcar de Barrameda y pueda rehabilitarse el mismo con cargo al Programa de Desarrollo Sostenible del Entorno de Doñana y siguiendo el Informe de la Comisión Internacional de Expertos". Sin embargo dicha expropiación no se llevó a cabo y la declaración del inmueble como Bien de Interés Cultural se demoró hasta 2001.

### Reivindicaciones ciudadanas
En 1994 cincuenta asistentes y ponentes al "Encuentro Sanlúcar de Barrameda en la corriente de la Ilustración en homenaje al historiador Velázquez Gaztelu, celebrado en el Instituto de Enseñanza Media Francisco Pacheco, firmaron una propuesta en la que se instaba a los responsables municipales a realizar las gestiones necesarias para que se ejecutasen obras de urgencia en la Casa de Arizón, al objeto de frenar el estado de deterioro que estaba padeciendo el conjunto monumental. Dicha propuesta fue enviada por el director del instituto al ayuntamiento.
En 2002 el Aula Gerión (Asociación para la Defensa del Patrimonio Cultural de Sanlúcar de Barrameda) denunció el abandono del conjunto monumental en los medios de comunicación y en la Consejería de Cultura. En enero de 2003 dicha asociación recogió en Sanlúcar más de mil firmas de ciudadanos reclamando la restauración del inmueble, firmas que fueron entregadas junto con la denuncia, en el Ayuntamiento de Sanlúcar y en la Consejería de Cultura en Cádiz.
El 11 de febrero de 2007 el Aula Gerión convocó un acción de protesta ciudadana, consistente en la realización de una cadena humana en torno a la Casa de Arizón y en la lectura de un llamamiento para la conservación legítima del inmueble, ante la inminente realización en el mismo de más de 80 viviendas. A la protesta asistieron más de 300 personas, entre los cuales estaban los representantes de todos los partidos políticos en la oposición municipal, incluida Irene García Macías, por entonces Diputada Provincial de Cultura y candidata a la alcaldía de Sanlúcar por el PSOE, quien finalmente se hizo con la misma tras las Elecciones municipales de mayo de 2007. El PSOE de Sanlúcar emitió un comunicado animando a los sanluqueños a participar en la cadena humana. Asimismo la convocatoria fue secundada por varios colectivos ciudadanos, sindicalistas y vecinales, entre ellos, la Federación de Asociaciones de Vecinos de Sanlúcar, Ecologistas en Acción, CC.OO., la agrupación local del PSOE, IU, PSA y el PA.

Al día siguiente, se presentó públicamente el proyecto construcción de viviendas en la Casa de Arizón, poniéndose de manifiesto que dicho proyecto no incluía ni hotel ni dúplex, sino 22 apartamentos turísticos en la parte de la casa del siglo XVIII, mientras que en resto del conjunto se destruiría para la construcción de numerosos pisos, proyecto que ya contaba con la aprobación por parte de la Junta de Andalucía. Algunos ciudadanos convocados por el Aula Gerión manifestaron su repulsa a dicho proyecto inmobiliario a la entrada y salida de dicho acto de presentación, al que asistió la por entonces alcaldesa del PP, Laura Seco.
El 16 de febrero de 2007 el Aula Gerión interpuso una denuncia en el juzgado de guardia de Sanlúcar, donde se ponía en conocimiento de la Justicia varios hechos relacionados con la Casa de Arizón, denunciando tanto el abandono sufrido por el inmueble durante 17 años, como la construcción de 80 pisos y apartamentos que se proyecta ejecutar próximamente en dicho Bien de Interés Cultural. El 16 de abril del mismo año, el presidente del Aula Gerión, Manuel Fernández Martín acudió al Juzgado n.º 1 de Sanlúcar a ratificar la denuncia presentada en febrero y para declarar en relación con el conjunto monumental, dentro de los preliminares del proceso judicial. Durante esta declaración el presidente de dicha asociación tuvo oportunidad de responder a preguntas relacionadas con el objeto de la denuncia interpuesta. Por entonces la Casa de Arizón fue incluida en la lista roja del patrimonio por Hispania Nostra, cuya presidenta de honor es la Reina Sofía.
El 20 de febrero varios miembros del Aula Gerión junto con la diputada de Cultura, Irene García Macías (actual Alcaldesa) se reunieron con Dolores Caballero, Delegada Provincial de Cultura del Equipo de Gobierno Municipal del PP, para consultar el proyecto de promoción inmobiliaria, comprobando que el proyecto no incluía un hotel y que tenía un exceso de edificabilidad.
El 3 octubre el Aula Gerión mantuvo una reunión con Irene García quien, tras las elecciones municipales de mayo, desempeña el cargo de Alcaldesa y Gerente de Urbanismo de Sanlúcar, en que la alcaldesa y gerente de urbanismo informó de conversaciones entre el ayuntamiento y la empresa sin especificar detalle alguno. El 22 de octubre, el Aula Gerión solicitó a la Gerencia de Urbanismo copia del expediente de licencia de obras de la casa, información que no le fue facilitada. 

#### Campaña "Salvemos Arizón"
A principios de 2008, ante la falta de respuestas y de nuevas perspectivas sobre la Casa de Arizón del nuevo equipo de gobierno municipal, presidido por Irene García Macías del PSOE, públicamente comprometido en su programa electoral con la defensa del patrimonio cultural, de la Consejería de Cultura de la Junta de Andalucía y del Juzgado, el Aula Gerión puso en marcha la "Campaña Salvemos Arizón". Esta campaña consistió en la recogida de firmas de ciudadanos, acompañando una petición ciudadana en la que se instaba a los poderes públicos a la expropiación de la casa y a la restitución por parte de la empresa Casa Grande Arizón S.A. de todo lo arruinado durante dieciocho años de abandono entre otros asuntos. La campaña concluyó con la recogida de más de 4500 firmas de ciudadanos de todo el mundo, entre las recogidas en papel y las adhesiones digitales realizadas a través de Internet. Finalizada la campaña se remitió una copia de la petición y de las firmas recogidas bajo fe notarial al Ayuntamiento de Sanlúcar de Barrameda, la Consejería de Cultura de la Junta de Andalucía, al Ministerio de Cultura, al Defensor del Pueblo Andaluz, José Chamizo de la Rubia, a la Casa Real Española, la Comisión de Peticiones del Parlamento Europeo, al Presidente del Gobierno de España, José Luis Rodríguez Zapatero, al Presidente de la Junta de Andalucía, Manuel Chaves y al Comité Español del Consejo Internacional de Monumentos y Sitios (ICOMOS). 
Hasta el momento tan sólo se ha registrado acuse de recibo del Defensor del Pueblo Andaluz, de la Casa Real Española
 y de la Comisión de Peticiones del Parlamento Europeo. Asimismo el Defensor del Pueblo Andaluz ha admitido a trámite la queja sobre el abandono de la casa, aunque también ha notificado que el Ayuntamiento de Sanlúcar no ha contestado a su petición de informe sobre el caso. Por su parte, la Subdirección General de Protección del Patrimonio Histórico del Ministerio de Cultura, ha anunciado que solicitará informe sobre el mismo a la Dirección General de Bienes Culturales de la Junta de Andalucía y al Ayuntamiento de Sanlúcar, para proceder a notificar contestación, lo que todavía no se ha producido.
En octubre del 2008, la Comisión de Peticiones del Parlamento Europeo ha admitido a trámite la petición y la ha trasladado a la Comisión de Cultura y Educación.

### Hotel en funcionamiento

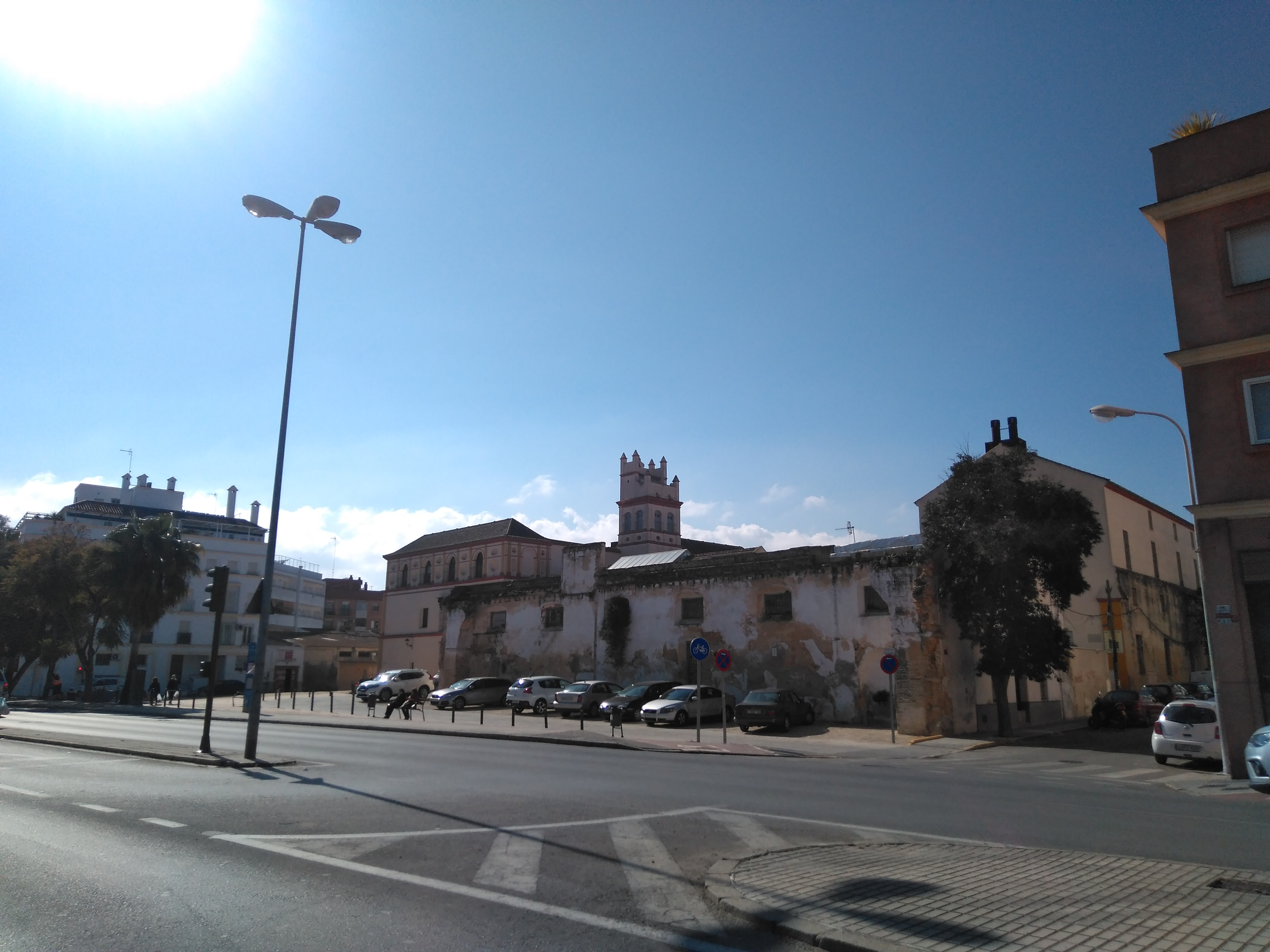
Hotel

Ya en 2019 está en funcionamiento el "Hotel Palacio de Arizón".